# Geschichte Wiltshires

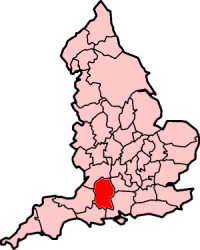
Geografische Lage von Wiltshire

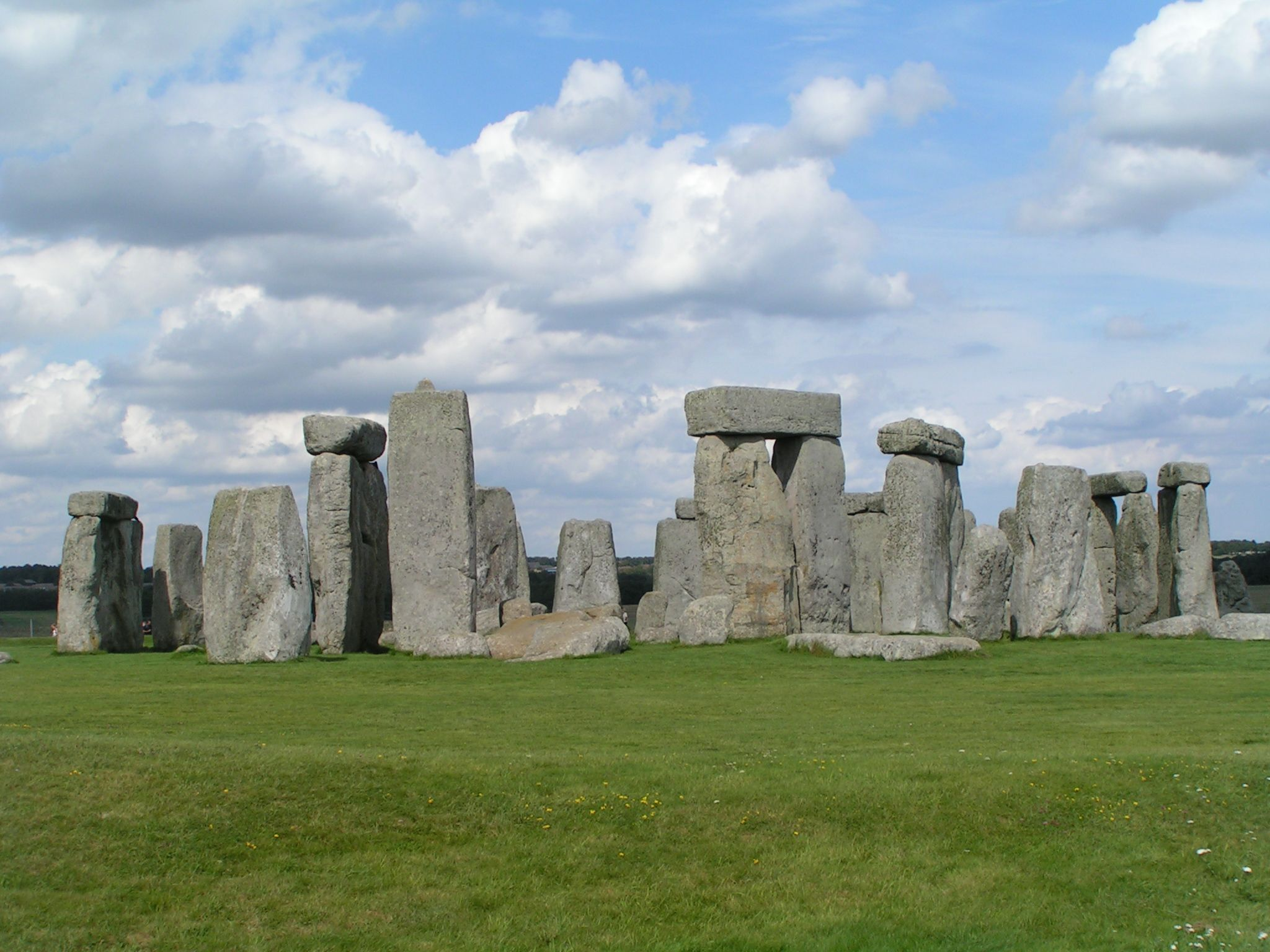
Steinkreis von Stonehenge

Wiltshire gehört zu den historischen Grafschaften Englands. Sie befindet sich im Südwesten des Landes.

## Prähistorische Besiedelung
Die prähistorische Besiedelung ist bis in die Jungsteinzeit belegt.
Wiltshire ist außerordentlich reich an prähistorischen Stätten. Im Museum von Salisbury findet man eine bemerkenswerte Sammlung von Werkzeugen aus Stein und Feuerstein. Stonehenge mit seinem Kreis aus riesigen Steinen und Avebury mit seiner „Straße“ von Monolithen, die zu einem ehemaligen Steinkreis führen, sind die größten und berühmtesten megalithischen Stätten Englands und Europas.
Ein Tal in der Nähe von Avebury ist gefüllt mit riesigen Sandsteinblöcken, das wie ein Fluss aus Steinen aussieht und möglicherweise bewusst von prähistorischen Architekten so angeordnet wurden. Man findet dort auch Menhire, Dolmen und Cromlechs. In den Wäldern und sumpfigen Tälern der Downs siedelten schon sehr früh viele Menschen. Immer wieder findet man kreisförmige Gräben, Grabhügel und Hünengräber in verschiedenen Formen. Knochen, Asche, Gegenstände, Waffen und Schmuck wurde in diesen Gräbern gefunden, die teilweise in mehrere Steinkammern unterteilt waren. Auf manchen Hügeln der Grafschaft sieht man heute noch Hangterrassen, die schon von Bauern der Frühzeit dort angelegt worden sein sollen.
Im ganzen Land findet man historische Festungen. Die bekanntesten sind Vespasians Camp bei Amesbury, Silbury Hill, der größte künstliche Hügel in Europa bei Avebury; die Hügel von Marlborough und Old Sarum; die Heerlager von Battlesbury und Scratchbury bei Warminster; Yarnbury, nördlich von Wylye, welches fast perfekt erhalten ist; Casterley, auf einem Höhenweg, etwa 10 km ostsüdöstlich von Devizes; Whitesheet und Winkelbury, über dem Tal von Chalk; Chisbury, bei Savernake; Sidbury, in der Nähe von Ludgershall; und Figsbury Ring, 5 km von Salisbury entfernt. Ogbury, 9 km nördlich von Salisbury ist ohne Zweifel eine frühe britische Ansiedlung.
Durrington Walls, nördlich von Amesbury, sind möglicherweise die Überreste einer Ansiedlung, von denen man noch einige auf der Salisbury Plain und in den Marlborough Downs findet.

## Besiedelung seit Beginn der Geschichtsschreibung
Die zeitgenössische Besiedlung des Landstrichs, der heute Wiltshire genannt wird begann im Jahre 552 n. Chr., als die Sachsen mit ihrem Anführer Cynric die Briten bei Old Sarum besiegte. Damit war der Weg frei, die Salisbury Plain zu besiedeln.
Vier Jahre später rückte Cynric durch das Tal von Pewsey vor und erweiterte durch seinen Sieg in der Schlacht bei Barbury die Grenzen des westsächsischen (Wessex) Königreichs bis zu den Marlborough Downs. Zu dieser Zeit war die Landschaft südlich der Flüsse Avon und River Nadder dicht bewaldet. Reste davon kann man heute noch bei Cranborne Chase sehen. Daher fand eine Besiedlung nur entlang der Flusstäler von Avon und River Wylye statt. Dort entstand auch die heutige Stadt Wilton unter dem Namen Wilsaetan.
Im 9. Jahrhundert war das Gebiet soweit entwickelt, dass eine Verwaltung existierte. Von einem Walston, einem Elderman der Wilsaetan, wird im Jahre 800 berichtet, dass er einen Einfall der Truppen aus Mercia verhinderte. Weiterhin wird Wiltunscire 878 vom walisischen Mönch Asser im Zusammenhang mit einem Überfall der Dänen erwähnt, die ihr Hauptquartier in Chippenham aufschlugen und das Umland ein Jahr lang plünderten, bevor sie wieder verschwanden.
Zur Zeit von Æthelstan existierten Münzprägestätten in Old Sarum, Malmesbury, Wilton, Cricklade und Marlborough. Wilton und Salisbury wurden bei dänischen Überfällen unter Sven Gabelbart im Jahre 1003 und durch Knut dem Großen im Jahre 1015 verwüstet.

## Landbesitz nach der Normannischen Eroberung Englands

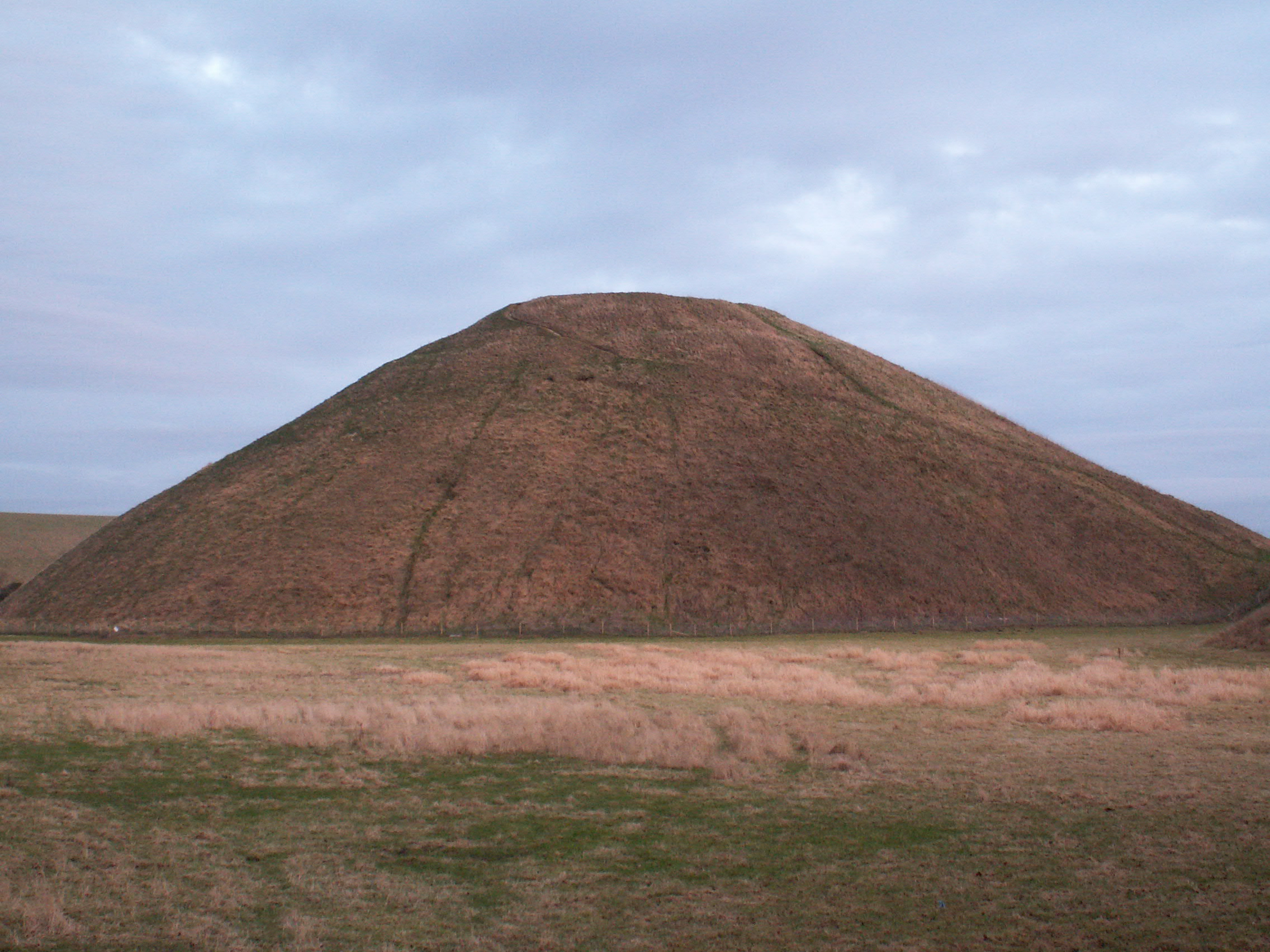
Silbury Hill.

Nach der Eroberung Englands durch die Normannen kam es zu einer Umverteilung der Besitztümer. Mehr als 40 % des Landes ging an die Kirche und 20 % behielt die Krone.
Ein Großteil des übrigen Landes ging an Edward von Salisbury, William, Herzog von Ewe, Ralf de Mortimer, Aubrey de Vere II., Robert Fitzgerald, Miles Crispin, Robert d'Oily und Osbern Giffard.
Der erste Graf von Wiltshire unter normannischer Herrschaft war William le Scrope im Jahre 1397. Danach ging der Titel am Sir James Butler (1449), Sir John Stafford (1470), Thomas Boleyn (1529) und Willam Paulet (1550).
Bereits vor der normannischen Invasion waren Benediktinerklöster in Wilton, Malmesbury und Amesbury gegründet worden. Das Augustinerkloster in Bradenstoke wurde von Walter d’Evreux im Jahre 1142 gegründet, das Kloster in Lacock von der Herzogin Ela von Salisbury im Jahre 1232. In Longleat gründete Sir John Vernon vor 1272 ein Kloster. Weitere Klostergründungen waren Monkton Farleigh (Kluniazenser durch Humphrey de Bohun im Jahre 1125), Kingswood, Gloucestershire (Zisterzienser durch William de Berkeley im Jahre 1139) und Stanley Abbey (durch Matilda von Boulogne in 1154).

## Wiltshires „hundreds“
Es gab in nahezu allen Grafschaften Untereinheiten auf kommunaler Ebene. Die meisten Grafschaften waren in sog. hundreds aufgeteilt. Die Hundreds bzw. ihre entsprechenden Untereinheiten in anderen Grafschaften waren ihrerseits in tithings und parishes aufgeteilt, wobei Letztere bis heute eine Verwaltungseinheit darstellen. Diese ihrerseits waren wieder in townships und manors unterteilt.
Von den 40 Wiltshire hundreds, die im Domesday Book erwähnt werden, sind Selkley, Ramsbury, Bradford, Melksham, Calne, Whorwellsdown, Westbury, Warminster, Heytesbury, Kinwardstone, Ambresbury, Underditch, Furstfield, Alderbury and Downton sowohl dem Namen nach, als auch von ihrer Ausdehnung praktisch unverändert.
Thorngrave, Dunelawe und Cepeham hundreds bilden das moderne hundred von Chippenham; Malmesbury hundred war das Domesday hundreds von Cicemethorn und Sterchelee, Highworth repräsentiert die Domesday hundreds von Crechelade, Scipe, Wurde und Staple; Kingbridge die hundreds von Chingbridge, Blachegrave und Thornhylle; Swanborough die hundreds von Rugeberge, Stodfnd und Swaneberg; Branch die hundreds von Branchesberge und Dolesfeld; Cawden die hundreds von Cawdon und Cadworth.

## Historische Versammlungsplätze

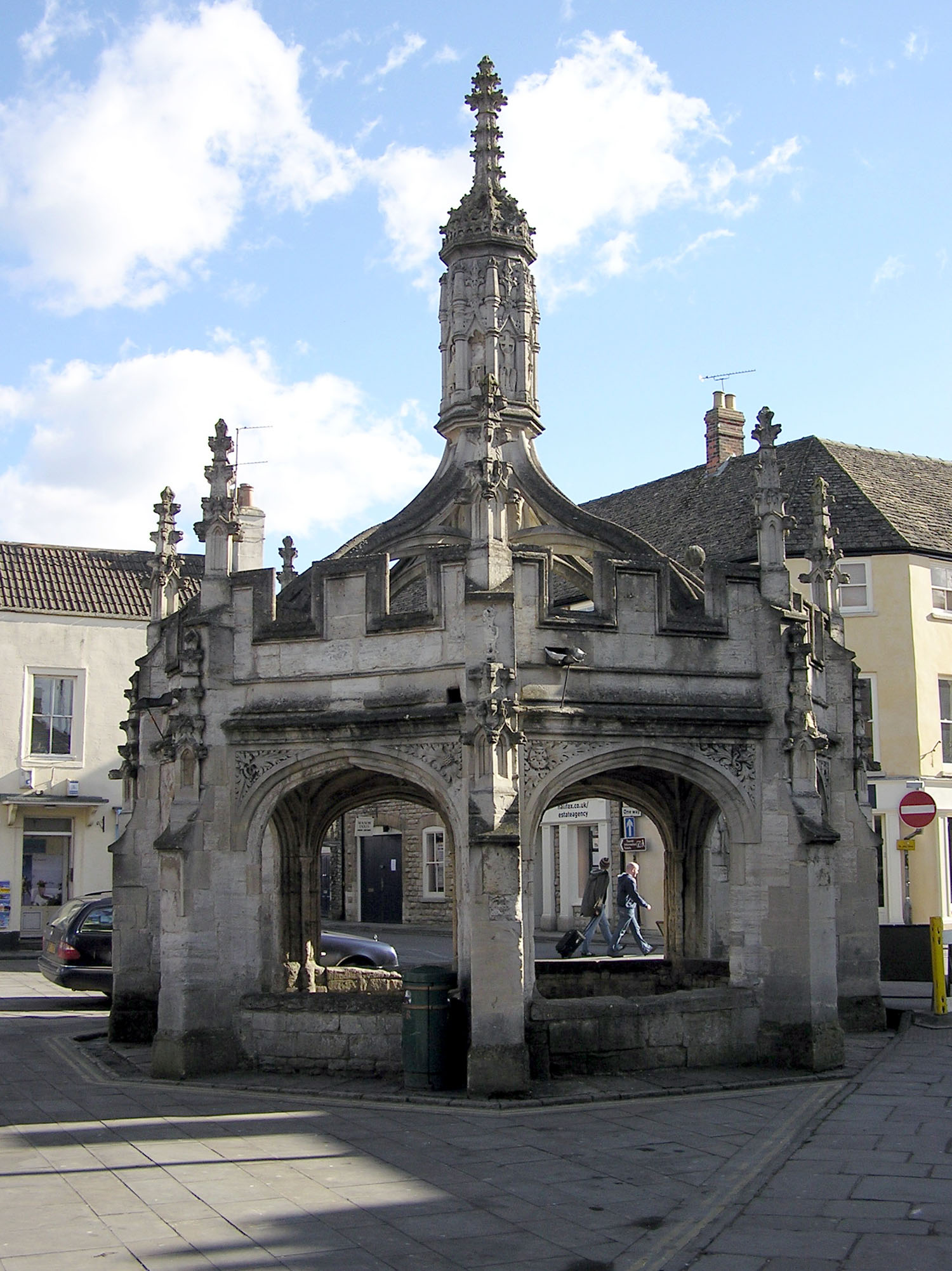
Malmesbury Marktkreuz

In Wiltshire sind heute noch mehrere historische Versammlungsplätze bekannt.
Der Versammlungsplatz von Swanborough wurde „Swanborough Tump“ genannt und befand sich auf einem kleinen Hügel in der Gemeinde Manningford Abbots. Dieser Platz wurde als derjenige identifiziert, den König Alfred der Große in seinem Testament genannt hatte.
Der Versammlungsplatz von Malmesbury befindet sich in Colepark, der von Bradford-upon-Avon bei Bradford Leigh und der von Warminster in Iley Oak, etwa 3 km südlich von Warminster, nahe Southleigh Wood. Das Grafschaftsgericht wurde in damaliger Zeit in Wilton abgehalten und die Gerichtshoheit wurde bis 1446 von Amts wegen durch die Kastellane von Old Sarum ausgeübt. Später kamen Malmesbury und Salisbury als Gerichtsplätze dazu.
Zur Zeit der Bestandsaufnahme aller englischen Besitztümer im Domesday Book, hatte Edward von Salisbury das Sheriffsamt inne und vererbte es in seiner Familie weiter. Letzter Amtsinhaber der Familie war William Longspee, der das Amt durch seine Heirat mit Ela, der Urenkelin Edwards übernahm.

## Kirchliche Verwaltungsbezirke
Bei der Aufspaltung der westsächsischen Bischofssitze im Jahre 703 wurde Wiltshire der Diözese von Sherbone zugeordnet, bis im Jahre 905 in Wilton eine eigene Diözese gegründet wurde. Der Amtssitz des Bischofs wechselte zu dieser Zeit regelmäßig zwischen Ramsbury, Wilton und Sonning in Berkshire.
Kurz vor der normannischen Eroberung Englands wurde Wilton wieder mit der Diözese von Sherbone vereinigt. Die Erzdiakone von Wiltshire und Salisbury werden in Quellen aus dem Jahre 1180 erwähnt. Im Jahre 1291 findet man als Teil der Erzdiakonie Wiltshire die Dekanate von Avebury, Malmsbury, Marlborough und Cricklade und als Teil der Erzdiakonie Salisbury die Dekanate Amesbury, Potterne, Wilton, Chalke und Wylye.
Im Jahre 1535 bekam die Erzdiakonie von Salisbury das Dekanat von Salisbury hinzu, während das Dekanat Potterne zur Erzdiakonie von Wiltshire wechselte.
Die Dekanate der Erzdiakonie von Salisbury sind bis heute so erhalten geblieben, während die Erzdiakonie von Wiltshire heutzutage die Dekanate von Avebury, Marlborough und Potterne umfasst. Die Dekanate von Chippenham, Cricklade und Malmesbury bilden heute einen Teil der Erzdiakonie und Diözese von Bristol.

## Frühe Geschichte
Die Einwohner Wiltshires waren immer schon eher arbeitsam als kriegerisch und daher ist wenig erwähnenswertes zu berichten aus der Grafschaftsgeschichte. Lediglich durch wichtige nationale Ereignisse wurde die Grafschaft, genau wie andere Regionen des Landes betroffen.
Nachdem im Jahre 1086 die Erfassung des Domesday Books beendet war, versammelten sich in Salisbury alle Landbesitzer, um dem König den Treueid zu schwören. 1116 kam es erneut zu einer derartigen Versammlung.
Im Clarendon Palace wurde im Jahre 1166 ein Vertrag aufgesetzt, der die örtliche Gerichtsverwaltung festlegte.
Parlamentssitzungen wurden in der Grafschaft in den Jahren 1267 in Marlborough, sowie 1328 und 1384 in Salisbury abgehalten.
Während der Kriege in König Stephans Regierungszeit, waren Salisbury, Devizes und Malmesbury von seinem Gegner Bischof Roger von Salisbury besetzt. 1138 konnte Stephan den Bischof unter einem Vorwand verhaften und die Burg von Devizes erobern.

## Der Englische Bürgerkrieg
Während des Englischen Bürgerkriegs im 17. Jahrhundert unterstützte Wiltshire aktiv die Seite des Parlaments. Diese Parteinahme ging einher mit gewalttätigen anti-katholischen Unruhen und den Versuchen der Marquise von Hertford und Lord Seymour Stimmung zugunsten des Königs zu machen. Die Bevölkerung widersetzte sich allerdings diesem Ansinnen.
In der ersten Kriegsphase konnten die Royalisten Erfolge verbuchen und Marlborough im Jahre 1642 einnehmen. 1643 wurden die Truppen des Earl von Essex vom König und Prinz Rupert bei Aldbourne geschlagen und im gleichen Jahr wurde Sir William Waller nach dem erfolglosen Angriff auf Devizes in der Schlacht von Roundway Down besiegt.
Im Jahre 1645 entwickelte sich eine bürgerwehrähnliche Truppe, die so genannten „Clubmen“ (i. e. Keulenschwinger) von Dorset und Wiltshire, die, mit dem Ziel Frieden zu schaffen, jeden Soldaten systematisch bestraften, wenn sie ihn beim Plündern entdeckten. Dabei war es ohne Bedeutung ob derjenige zur Parlamentspartei oder den Royalisten gehörte.
Devizes, die letzte Festung der Royalisten, wurde von Oliver Cromwell 1645 eingenommen. Ein königstreuer Aufstand in Salisbury wurde im folgenden Jahr niedergeschlagen.

## Wirtschaft

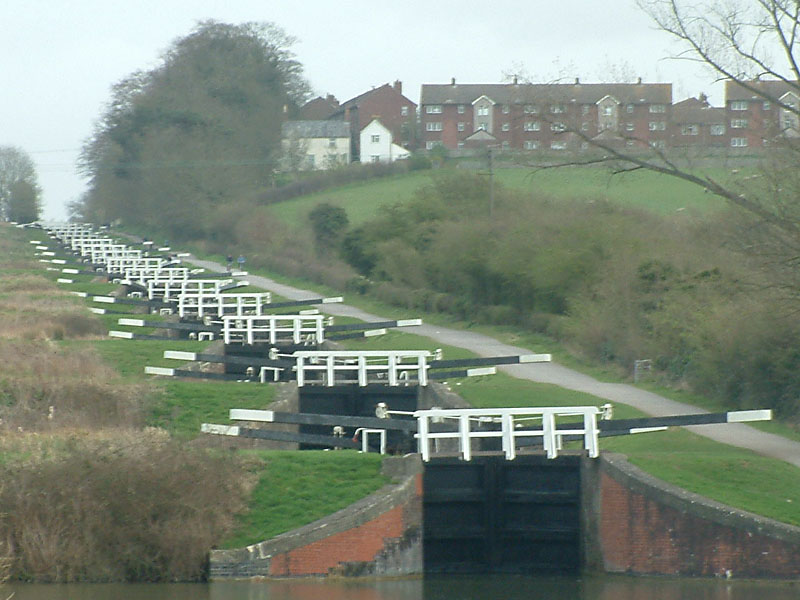
Caen Hill Schleusen

Zu Zeiten des Domesday Books war Wiltshire eine rein landwirtschaftlich geprägte Grafschaft. 390 Mühlen werden im Buch erwähnt, sowie Weingärten bei Tollard Royal und Lacock. In den folgenden Jahrhunderten entwickelte sich eine intensive Schafwirtschaft. Mönche der Zisterzienserklöster von Kingswood und Stanley exportierten im 13. und 14. Jahrhundert Wolle nach Florenz und zu den flämischen Märkten.
Wiltshire galt damals als eine der wichtigsten Grafschaften, in denen Bekleidung gefertigt wurde. Zentren der Wollindustrie waren Bradford-on-Avon, Malmesbury, Trowbridge, Devizes und Chippenham.
Im 16. Jahrhundert war Devizes berühmt für die dort produzierten Wolldecken, Warminster war bekannt für seinen Getreidemarkt und Nordwiltshire war ein Zentrum der Käseproduktion. Amesbury war berühmt für seine Tabakpfeifenfabriken.
Im 17. Jahrhundert geriet die Bekleidungsindustrie in die Krise insbesondere durch den mehrfachen Ausbruch der Pest. Weitere Waren, die in der Region hergestellt wurden, waren Leinen, Baumwolle, Handschuhe und Essbestecke. In Malmesbury wurde Seide verarbeitet und Wilton Teppiche hergestellt.

## Parlamentarische Vertreter der Grafschaft
1295 wurde Wiltshire durch nicht weniger als 28 Parlamentsabgeordnete vertreten. Die Grafschaft entsandte zwei Ritter, sowie die Gemeinden von Bedwin, Bradford, Calne, Chippenham, Cricklade, Devizes, Downton, Ludgershall, Malmesbury, Marlborough, Old Sarum, Salisbury und Wilton jeweils zwei Bürger.
Es kam allerdings oft vor, dass die Gemeinden nur unregelmäßig Abgeordnete meldeten.
Im 15. Jahrhundert durften auch Hindon, Heytesbury und Wootton Bassett Abgeordnete entsenden.
Zur Zeit des Reform Act 1832, bei dem die Wahlkreise neu eingeteilt wurden, hatte die Grafschaft 16 Gemeinden mit insgesamt 34 Abgeordneten.
Durch dieses Gesetz wurde den Gemeinden Great Bedwin, Downton, Heytesbury, Hindon, Ludgershall, Old Sarum und Wootton Bassett das Recht auf eigene Abgeordnete entzogen und bei Calne, Malmesbury, Westbury und Wilton wurde die Anzahl der Abgeordneten um einen reduziert.
1868 wurden erneut Gesetze erlassen, nach denen Chippenham, Devizes und Marlborough ebenfalls einen Abgeordneten verloren.
Bei der Neuregelung im Jahre 1885 entsandte die Grafschaft fünf Abgeordnete und den Gemeinden Cricklade, Caine, Chippenham, Devizes, Malmesbury, Marlborough, Westbury sowie Wilton wurden die eigenen Abgeordneten entzogen. Salisburys Abgeordnetenzahl wurde um eins reduziert.

## Römische Funde
Auch heute noch findet man viele Reste der römischen Herrschaft in England. Wansdyke oder Wodens Dyke ist eine der größten erhaltenen Befestigungen. Über 90 km zieht sich diese Anlage von einem Ort östlich von Savernake bis fast zum Bristol Channel hin. Mehrere Meilen lang in den Marlborough Downs hat sie ihr ursprüngliches Aussehen erhalten. Eine zeitliche Einordnung ist schwer, Ausgrabungen haben jedoch jeweils Hinweise darauf erbracht, dass die Befestigung aus der Zeit der römischen Besatzung oder der romano-britischen Zeit stammt.
Die Befestigung besteht aus einer Anhöhe mit einem Graben auf der Nordseite. Ihre Funktion als Verteidigungsanlage ist offensichtlich. Sie war keinesfalls nur als Grenze gedacht. Regelmäßig findet man Forts auf der Befestigung. Eine weitere ähnliche Anlage ist Bokerley Dyke, der großteils auf der Grenze zwischen Wiltshire und Dorset liegt; er ist der größte von einigen ähnlichen Befestigungen und hat zusätzlich noch einen Graben nördlich des Verteidigungswalls.

## Kirchliche Gebäude

### Klosterruinen
Das bekannteste klösterliche Gebäude von dem noch Überreste zu finden sind, sind die Ruinen von Malmesbury Abbey und Lacock Abbey bei Melksham. Es gibt noch bei Maiden Bradley Spuren eines Hospitals für leprakranke Frauen, das später in ein Augustinerkloster umgewandelt wurde. An der Grenze zu Somerset bei Monkton Farleigh wurde im 13. Jahrhundert ein Kluniazenserkloster gegründet, was zunächst als Klause des Hauptklosters in Lewes diente. Heute sind noch einige Nebengebäude zu sehen. In Edington wurde 1347 ein Kloster von Bonhommes gegründet, dass anfangs von einem Dekan und 12 Pfründnern bewohnt wurde. Die Klosterkirche im Decorated Style und Perpendicular Style hat die Größe und Ausstattung einer Kathedrale.
Im 14. Jahrhundert wurden die Gebäude des Klosters von Bradenstoke und Clack Abbey bei Chippenham errichtet. Sie dienten als Aufenthalt für Kanoniker des Augustinerordens. Bradenstoke Abbey wurde bis 1929 von ihnen bewohnt. Dann kaufte der Verleger William Randolph Hearst das Anwesen und ließ die meisten Gebäude abreißen. Die Steine verwendete er dann für St Donat’s Castle, seinem Besitz in Glamorgan, Südwales. Die Zehntscheune des Klosters wurde ebenfalls abgerissen und nach San Simeon in Kalifornien verschifft, wo sie bei Hearst Castle wieder aufgebaut werden sollte. Hearst verlor allerdings die Lust daran und verkaufte das Material. Kürzlich wurde es – immer noch in Einzelteilen – wiederentdeckt und es bestehen Bestrebungen, die Steine zurückzuholen und die Scheune in Bradenstoke wieder aufzubauen.

### Erwähnenswerte Kirchen
Die bemerkenswertesten Kirchen Wiltshires, hauptsächlich im Perpendicular Style gehalten, findet man dort, wo die benötigten Steine leicht zu bekommen waren. In Gegenden, in denen man nur Kalkstein oder Feuerstein bekommen konnte, ist die Architektur eher einfach gehalten.
Kleine spitze Kirchtürme und pyramidenförmige Glockentürme sind nicht selten. Die Kirchen von Purton, 5 km nordwestlich von Swindon und Wanborough 4,5 km südöstlich der Stadt haben jede sogar zwei Kirchtürme, einen in der Mitte und einen an der Westseite.
Die Kirche von St. Lawrence in Bradford-on-Avon ist eines der perfektesten kirchlichen Gebäude angelsächsischer Architektur in England.
Andere sächsische Überreste findet man im Mittelschiff der Kirche von Britford bei Salisbury, an der Ostseite des Altarraums in Burcombe bei Wilton und in Teilen der Kirchen von Bremhill, Manningford Bruce und Braose im Tal von Pewsey.
Die Kirche von St. John in Devizes hat immer noch ihren normannischen Turm, sowie normannisches Mauerwerk im Altarraum. Im gleichen Ort findet man die Kirche von St. Mary mit ihrem normannisch verzierten Portal. Auch die Kirchen von Preshute bei Marlborough, Ditteridge bei Box und Nehter Avon bei Amesbury weisen verschiedenen normannische Eigenarten auf.

Die Kathedrale von Salisbury von John Constable.

Ein herausragendes und unverfälschtes Beispiel für die Early English Architektur bildet die Kathedrale von Salisbury, sowie die etwas kleinerem Kirchen in Amesbury, Bishops Cannings, Boyton im Tal des Wylye, Collingbourne Kingston östlich der Salisbury Plain, Downton und Potterne bei Devizes.
Die schönste Kirche der Grafschaft im Decorated Style findet man in Bishopstone im Tal von Chalk, mit einem eigenartigen außerhalb liegenden Kreuzgang und dem einzigartigen Ausgang am südlichen Ende des Altarraums. Dieser befindet sich unter einem steinernen Vordach.
In Mere, an der Grenze zu Dorset und Somerset findet man nicht nur eine Kirche im Perpendicular Style, sondern auch eine mittelalterliche Kapelle, die teilweise auch als Schulhaus benutzt wurde, sowie Wohnhäuser aus dem 14. Jahrhundert.

## Weltliche Architektur

### Burgen
Die Burgen in Wiltshire sind heutzutage fast alle verschwunden. Bei Old Sarum, Marlborough und Devizes findet man nur noch wenige Überreste in Mauern und Gewölben.
Die Burgen von Castle Combe und Trowbridge wurden schon früh zerstört und von der Burg von Ludgershall sind nur Fragmente übrig.
Die Ruinen der Burg von Wardour befinden sich in einem dicht bewaldeten Park bei Tisbury und stammen teilweise aus dem 14. Jahrhundert. Sie bestehen aus einem hohen hexagonalen äußeren Wall, der einen Innenhof umschließt.
Der Eingangsbereich wird von zwei Türmen beherrscht und 1,5 km entfernt liegt, hinter einem Park, das Schloss aus dem 18. Jahrhundert. Es ist berühmt für seine Gemäldesammlung und neben anderen Raritäten, wegen des Glastonbury Cups, einem Becher, der der Legende nach aus einem Ast des Dornenbaums in Glastonbury geschnitzt worden sein soll.

### Herrenhäuser
Die Anzahl an Herrenhäusern, Landsitzen und Schlössern ist ein Markenzeichen von Wiltshire. Es gibt nur wenige Gemeinden, hauptsächlich im Nordwesten, die kein Herrenhaus in ihren Grenzen haben. Diese sind heutzutage meist in Farmen umgewandelt worden. Erhalten ist aber oft noch das steingedeckte Dach, die steinernen Mittelpfosten der Fenster, die Giebelfront, der zweistöckige Vorbau und die eichenverkleideten Innenräume.
Place House in Tisbury und Barton Farm in Bradford-upon-Avon stammen aus dem 14. Jahrhundert. Typische Beispiele der Bauweise aus dem 15. Jahrhundert sieht man am besten in den Herrenhäusern von Norrington Manor im Tal von Chalk, von Teffort Evias im Flusstal des Nadder; Potterne und Great Chaldfield bei Monkton Farleigh.
In South Wraxall gibt es ein Herrenhaus aus dieser Periode, in dessen Saal der Überlieferung nach durch Sir Walter Raleigh und seinen Gastgeber Sir Walter Long zum ersten Mal Tabak in England geraucht wurde.
Spätere Baustile findet man in Longford Castle bei Salisbury, im Heytesbury House; im Wilton House in Wilton, Kingston House bei Bradford-upon-Avon, Bowood House bei Calne, Longleat bei Warminster, Corsham Court in Corsham, Littlecote bei Ramsbury, Chariton House bei Malmesbury, Compton Chamberlayne im Tal des Nadder, Grittleton House und das moderne Castle Combe, beide bei Chippenham und Stourhead, an den Grenzen zu Dorset und Somerset. Jedes dieser Anwesen ist wegen seiner Architektur, seinen Kunstschätzen und seiner Außenanlagen erwähnenswert.